# Scott Travis

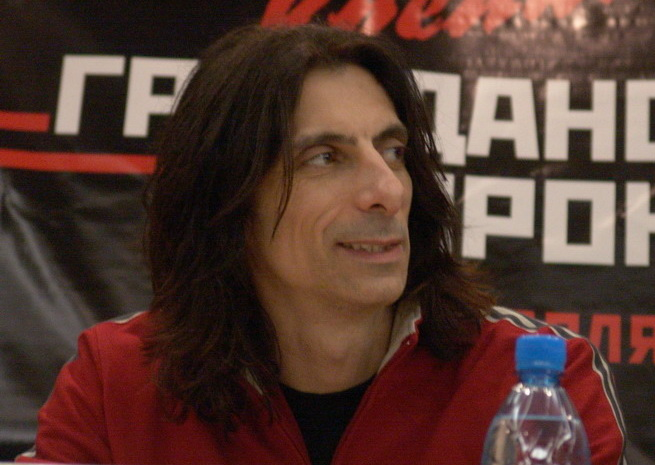
Scott Travis (2005)

Scott Travis (* 6. September 1961 in Norfolk, Virginia) ist Schlagzeuger der britischen Heavy-Metal-Band Judas Priest und der irischen Rockband Thin Lizzy.
Als junger Schlagzeuger ging er in den frühen 1980er Jahren nach Kalifornien und spielte dort in verschiedenen lokalen Bands wie Hawk, später spielte er in Bands wie Racer X mit Paul Gilbert und gründete gemeinsam mit John Corabi, John Alderete und Bruce Bouillet die Band Saints and Sinners. Die Band erhielt einen Schallplattenvertrag, an den Aufnahmen zu ihrem Debütalbum nahm Travis jedoch schon nicht mehr teil, weil er Dave Holland als Schlagzeuger bei Judas Priest ablöste. Nach seinem Weggang benannte sich Saints and Sinners in The Scream um.
Sein Schallplattendebüt mit Judas Priest gab Travis auf dem Album Painkiller. Auch während seiner Zeit mit Judas Priest war er Schlagzeuger für die Alben von Racer X, nach Rob Halfords Ausstieg bei Judas Priest spielte er zudem mit dessen neuer Band Fight zwei weitere Alben ein. 
Kennzeichnend für seinen Stil ist seine schnelle Doublebass-Technik, bei der er enorme Geschwindigkeiten erreicht. Des Weiteren war er der erste amerikanische Schlagzeuger von Judas Priest.